# Saboria
Saboria (Saburia) ist ein osttimoresischer Suco im Verwaltungsamt Aileu Vila (Gemeinde Aileu).

## Geographie
Saboria liegt im Nordosten des Verwaltungsamts Aileu. Westlich liegt der Suco Aissirimou. Der Grenze folgt sehr grob der Fluss Rureda, der im späteren Verlauf Berecali heißt. Südlich und östlich grenzt Saboria an den Suco Fahiria. Der Huituco bildet einen Teil der Südgrenze. An der Südwestspitze Saborias vereinigt sich der Huituco mit dem Berecali zum Mumdonihun. Die Flüsse gehören zum System des Nördlichen Lacló. Im Nordosten liegt der Suco Fahisoi, der zum Verwaltungsamt Remexio gehört. Saboria hat eine Fläche von 22,38 km².
Der Suco teilt sich in die drei Aldeias Bermanuleu, Lerulete und Saboria. Im Südwesten liegt das Dorf Saboria., im Nordosten die Dörfer Bermanuleu und Raimuti Keousi.

## Einwohner

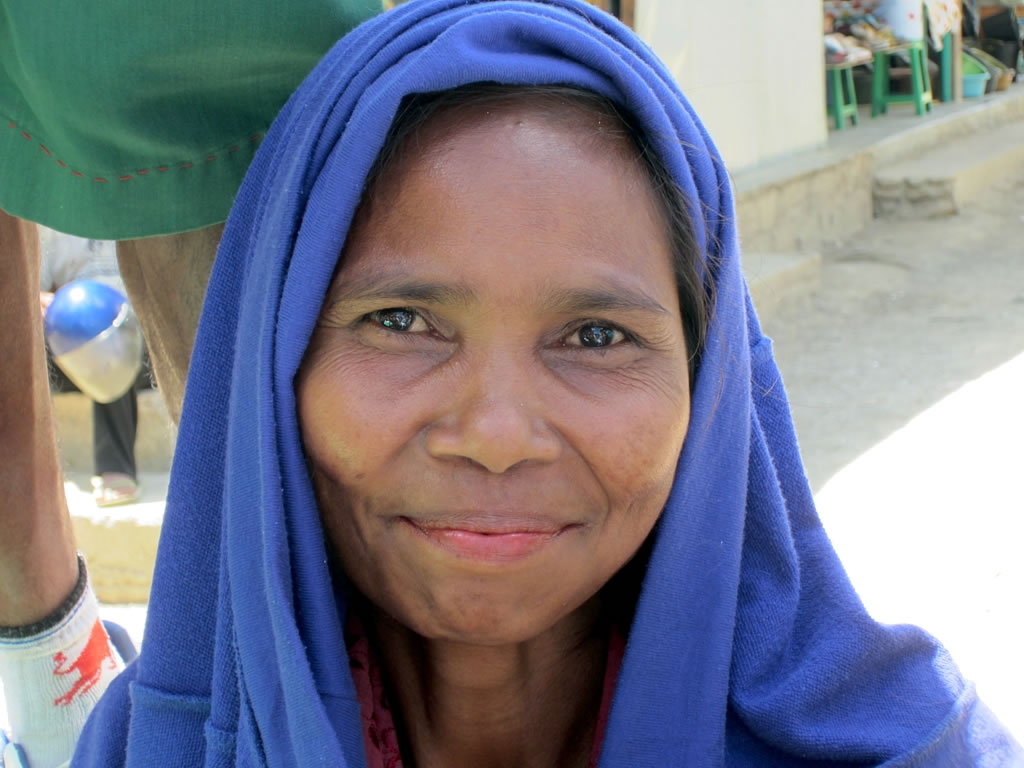
Eine Frau im Norden von Saboria

In Saboria leben 911 Einwohner (2022), davon sind 490 Männer und 421 Frauen. Im Suco gibt es 162 Haushalte. Über 60 % der Einwohner geben Tetum Prasa als ihre Muttersprache an. Fast 40 % sprechen Mambai.

## Geschichte
Anfang September 1999 zerstörten während der indonesischen Operation Donner Mitglieder der AHI-Miliz (Aku Hidup dengan Integrasi/Indonesia) systematisch mehrere Sucos in Aileu, so auch Saboria am 7. September. Häuser wurden niedergebrannt und das Nutzvieh getötet.

## Politik
Bei den Wahlen von 2004/2005 wurde João Araújo Lequi zum Chefe de Suco gewählt. Bei den Wahlen 2009 gewann Leonito Martins P. Araújo und 2016 João de Israel. Er wurde 2023 wiedergewählt.